# Lizerius brasiliensis
Lizerius brasiliensis är en insektsart som beskrevs av Quednau 1974. Lizerius brasiliensis ingår i släktet Lizerius och familjen långrörsbladlöss. Inga underarter finns listade i Catalogue of Life.